# ريكاردو ألفاريز (لاعب كرة قدم مواليد 1897)
ريكاردو ألفاريز لوبو (مدريد، 7 يوليو 1897 - مدريد، 21 فبراير 1955) لاعب كرة قدم إسباني كان يلعب عادةً كجناح أيسر. كان أبرز ما حققه في مسيرته هو تسجيله هدف الفوز في نهائي كأس ملك إسبانيا عام 1917 لصالح نادي مدريد لكرة القدم في الوقت الإضافي.

## المسيرة الكروية
ولد في مدريد، وبدأ مسيرته الكروية في نادي مسقط رأسه راسينغ مدريد في عام 1914، عندما كان يبلغ من العمر 17 عامًا، حيث لعب كلاعب خط وسط. لعب دورًا محوريًا في مساعدة النادي على الفوز ببطولة سنترو 1914-1915، إلى جانب خواكين باسكوال، وإيزيكييل مونتيرو، وأنتونيو دي ميغيل، وفيليسيانو ري، وكان الأخيران أيضًا زملاءه في فريق مدريد إف سي. بعد موسمين رائعين مع راسينغ، تم التعاقد معه من قبل نادي مدريد لكرة القدم. في الموسمين اللذين قضاهما في النادي، فاز ببطولتي سنترو ووصل إلى نهائي كأس ملك إسبانيا مرتين في عامي 1917 و1918، حيث بدأ في كليهما وسجل هدف الفوز في الوقت الإضافي للبطولة الأولى ضد أريناس دي جيتشو في فوز 2-1.
على الرغم من لعبهما دورًا رئيسيًا في نهائيات كأس ملك إسبانيا لريال مدريد، قرر مجلس إدارة النادي أن ريكاردو وري لم يعودا ضروريين، وبالتالي، عادا كلاهما إلى راسينغ في نهاية موسم 1918-1919، وفي موسمهما الأول، ساهما بشكل حاسم في مساعدة راسينغ على الفوز ببطولة سنترو 1918-1919 بفارق أربع نقاط عن مدريد. كانت هذه هي البطولة الثالثة على التوالي لريكاردو. ثم أمضى فترة ثلاث سنوات مع نادي إسبانيول، قبل أن يعود مرة أخرى إلى نادي راسينغ حيث تقاعد في عام 1927.

## المسيرة الدولية
باعتباره لاعبًا في نادي راسينغ مدريد، كان مؤهلاً للعب مع منتخب مدريد، كونه عضوًا في فريق مدريد الذي شارك في النسخة الأولى من كأس أمير أستورياس في عام 1915، وهي مسابقة بين المناطق نظمها الاتحاد الإسباني لكرة القدم. كما شارك ريكاردو في النسخة التالية، والتي تألفت من مباراتين ضد كتالونيا، وسجل هدف التعادل في مباراة الذهاب، على الرغم من أن مدريد خسر 3-6.
كان جزءًا من فريق مدريد الذي وصل إلى نهائي كأس أمير أستورياس 1923-1924، وعلى الرغم من أنه لم يلعب في المباراة النهائية سيئة السمعة ضد كتالونيا والتي انتهت بالتعادل 4-4، إلا أن ريكاردو بدأ بعد ذلك في إعادة المباراة النهائية في 26 فبراير 1924، ليحل محل جونزالو في خسارة 2-3 أمام منافسيهم الإقليميين.

## الأوسمة

### النادي
راسينغ مدريد
- بطولة سنترو
  - الفائزون (2) : 1914–15 و1918–19

- بطولة سنترو
  - الفائزون (2) : 1916–1917، 1917–1918
- كأس ملك إسبانيا :
  - الفائزون (1) : 1917
  - الوصيف (1) : 1918

### دولي
مدريد
- كأس أمير أستورياس :
  - الوصيف (1) : 1916 و1923-1924